# Region Zachodniosyberyjski

Zachodniosyberyjski region ekonomiczny na mapie Rosji

Zachodniosyberyjski region ekonomiczny (ros. Западно-Сибирский экономический район) – jeden z dwunastu regionów ekonomicznych Rosji. Teren regionu jest geograficznie zróżnicowany, występują tu rozległe słabo zaludnione równiny bagienne w północnej części, oraz górzyste obszary na południu. Powierzchnia regionu wynosząca 2 427 200 / km² sprawia, że jest trzecim z kolei największym regionem ekonomicznym w Rosji tuż za Dalekowschodnim, oraz Wschodniosyberyjskim regionem ekonomicznym.
Według rosyjskich danych statystycznych ludność tego regionu w roku 1998 wynosiła około 15 mln osób z czego 71 procent było mieszkańcami miast.

## Jednostki administracyjne regionu
- Kraj Ałtajski
- Republika Ałtaju
- Obwód kemerowski
- Chanty-Mansyjski Okręg Autonomiczny – Jugra
- Obwód nowosybirski
- Obwód omski
- Obwód tomski
- Obwód tiumeński
- Jamalsko-Nieniecki Okręg Autonomiczny

## Gospodarka
Region ten w ostatnich latach ma coraz większe znaczenie gospodarcze, głównie ze względu na olbrzymie bogactwo zasobów naturalnych m.in. ropy naftowej, węgla, drewna, oraz wody. Tutaj także znajduje się największe zagłębie naftowe na świecie (Zachodniosyberyjskie Zagłębie Naftowe obejmujące niemal że całą powierzchnię regionu), oraz największa w Rosji rafineria ropy naftowej w Omsku. Znajdują się tutaj także zagłębia specjalizujące się w wydobyciu węgla kamiennego, produkcji stali, maszyn, a także żelaza. Ludność pracująca w 1998 roku wynosiła około 6,5 mln ludzi z czego w przemyśle ciężkim zatrudnionych było około 22 procent. W regionie rozwija się także rolnictwo w którym zatrudnienie wyniosło 10 procent.

## Wskaźniki społeczno – ekonomiczne
Według oficjalnych statystyk w regionie odnotowuje się wysokie PKB na jednego mieszkańca, które jest prawie połowę wyższe niż średnia krajowa w Rosji. Także poziom opieki społecznej, oraz średnia długość życia zbliżone są średnich norm panujących w kraju.